# Resistenza anticomunista in Polonia
La resistenza anticomunista in Polonia fu caratterizzata principalmente da azioni armate di unità di guerriglia polacche contro l'Armata Rossa, le formazioni NKVD e le autorità comuniste imposte alla Polonia alla fine della seconda guerra mondiale dall'URSS e dalle sue strutture subordinate.

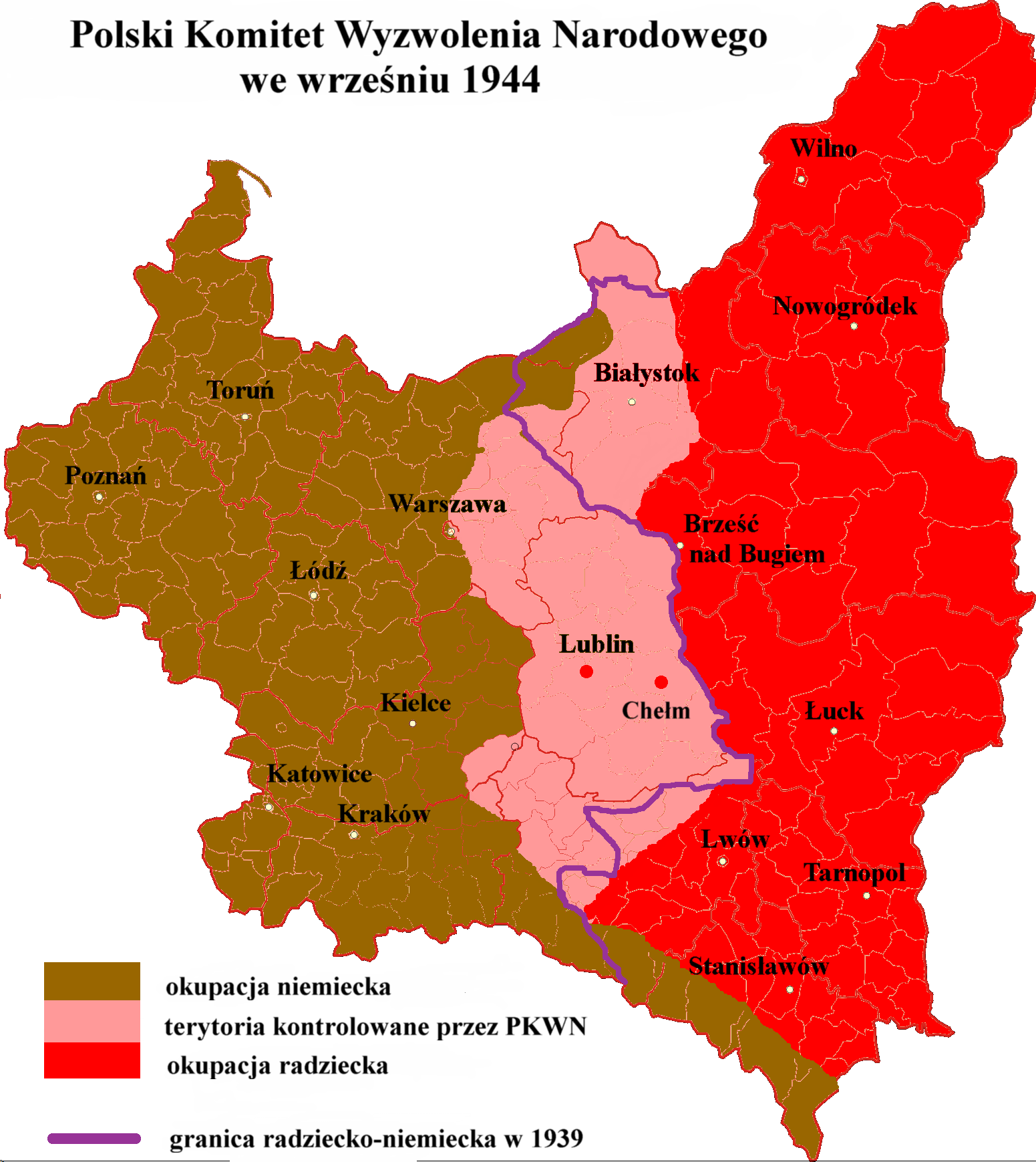
Territori controllati dal Comitato di liberazione nazionale polacco nel settembre 1944.

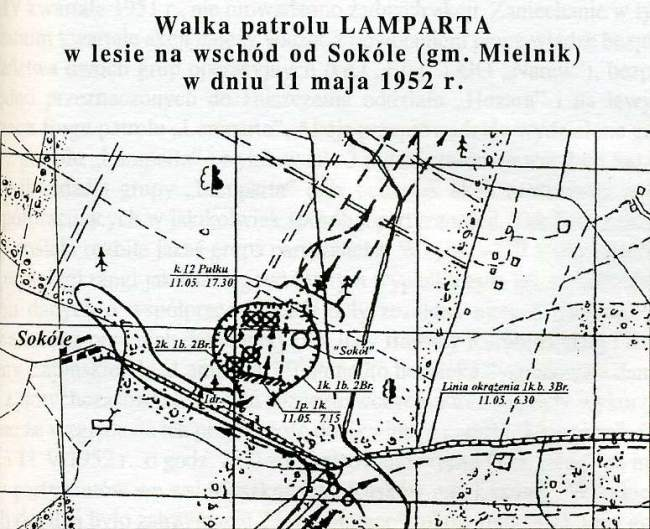
Il piano della caccia all'uomo per l'unità di Adam Ratyniec "Lamparta", Quartier Generale dell'operazione "Narew", 15 maggio 1952, Wysokie Mazowieckie, Allegato N. 1. CAW, rif. 1580/75/1471.K.225.

Dopo che l'Armata Rossa ha attraversato i confini della Seconda Repubblica di Polonia nel gennaio 1944, in risposta agli arresti da parte dell'NKVD e dello SMERŠ di soldati e funzionari dello Stato segreto polacco, avvenuti durante l'operazione Burza, si verificarono rivolte armate di parte della popolazione polacca e unità dell'Esercito Nazionale, dirette contro le forze di occupazione sovietiche (formazioni dell'Armata Rossa e NKVD), e dal luglio 1944 anche contro il potere comunista imposto dall'URSS sotto forma del Comitato Polacco di Liberazione Nazionale e della sua amministrazione ad ovest della Linea Curzon. Nelle aree a est della linea Curzon, incorporate nell'URSS a seguito della conferenza di Teheran, queste proteste furono rapidamente represse, ma alla fine questa resistenza fu soppressa solo nel 1953 (quando i resti dell'unità "Olech" furono smantellati). Le perdite della resistenza polacca nei territori occupati dall'URSS è stimata in quasi 3.500 morti in combattimento e quasi 25.000 arrestati e internati.
Nelle zone della Polonia ad ovest della linea Curzon i moti armati durarono, sempre più deboli, per diversi anni. Gli anni 1944-1947 furono caratterizzati da una forte resistenza di parte della società al nuovo regime, espressa nel rifiuto di alcune o tutte le mosse delle autorità comuniste. Secondo alcuni storici associati all'Istituto della memoria nazionale, i combattimenti avevano tutti i tratti distintivi di una rivolta anticomunista, anche se non erano né ispirati né diretti centralmente.